# ザ・モーニング630
『ザ・モーニング630』は、1980年11月3日から1988年3月31日まで関西テレビで放送された平日朝の関西ローカルニュース・情報番組。

## 概要
放送は月曜-金曜、6時30分-7時25分。全国の民放の中で一番朝早くに放送しているニュース番組だった。開始時はキー局のフジテレビの全国ニュース「サンケイテレビ朝刊FNN」(「FNNテレビ朝刊」のタイトル差し替え)があったために7時15分までの放送であったが、1982年からはフジテレビもニュースワイド番組「FNNモーニングワイド ニュース&スポーツ」をスタートさせたため、同番組の全国ニュース部分を内包し7時25分までの放送となった。メインキャスターは徳田良平ときのしたゆうこを配置し朝のニュースやスポーツ情報、天気予報、交通情報を放送した。このうち、スポーツコーナーで使用した映像は、この番組の開始前に、再放送が行われていた『スポーツ・ワイドショー・プロ野球ニュース』の番組で使用された映像素材を二次利用していた。
この番組の特徴としては、「ひまわり天気」と題した天気予報コーナーを充実させ、これに多く時間を割いていたことが挙げられる。気象衛星「ひまわり」を関西テレビ屋上のパラボラアンテナで直接受信し、最新の情報を届ける態勢を整えていた。また大阪・梅田の阪急グランドビルにお天気カメラを設置し、キャスターの背景にクロマキーを使い映し出していた。カメラは後に京都、神戸などにも設置。天気コーナーの解説キャスターには気象庁を退官した福井敏雄らが登場。福井敏雄キャスターの独特な語り口は評判となり、6年間にわたり朝の天気予報を担当した他、全国ネットの番組にも進出した。
番組は1988年4月1日から「朝特急630」（あさとっきゅうろくさんまる）となり放送時間が15分拡大された。また徳田良平は、その後「Hello!朝特急」（ハロー!あさとっきゅう）までの11年間にわたりキャスターを務めた。

## 関西テレビの早朝情報番組の変遷
この時間帯の関西ローカル情報番組は、上記の「朝特急630」に継続されるがキー局であるフジテレビが朝のニュース番組編成を改める度に、ローカル枠が増減またタイトル変更が1980年代後半から1990年代にかけて多く行われた。
「朝特急630」は1989年4月3日、フジテレビが列島リレー中継を軸とした情報番組「トークシャワー」（7:00-7:40）をスタートさせたのを機に、6:30-7:00と縮小し、ネットパートも「トークシャワー」へ集約した上で全編ローカル編成となる（この間は事実上、朝のFNNニュースが非ネットとなり、全国ニュースも合わせて大阪のスタジオから伝えた）が、1年後の1990年4月2日6時スタートの「Hello!朝特急」開始で大幅に拡大し、全国ニュース枠の内包も再開された。
1991年4月8日の改編では、全国ニュース枠が海外ニュースを駆使した「FNN World Uplink」が登場。このため、関西テレビ発の枠は「FNN World Uplink おおさか（エフエヌエヌ ワールド・アップリンク おおさか）」にタイトルを変更。この時に梅田淳（当時・関西テレビアナウンサー）がメインキャスターに就任する。女性キャスターはフリーアナウンサーの山本いつ子や中島優子（当時・関西テレビアナウンサー）らが担当した。1992年9月までは6時30分から28分30秒間をフジテレビからネットし、全国の天気予報のコーナーが終わる6時58分30秒を本番組の開始時刻とした。これによりライバル番組の『おはよう朝日です』や『ズームイン!!朝!』、『ビッグモーニング』より2分半早く番組をスタートさせる事が出来た。1992年10月1日からは、東京からの「FNN World Uplink」の放送開始時間が、子供向け番組「ウゴウゴルーガ」の放送を始めたため6時30分から6時45分に繰り下がったが、関西テレビは6時30分開始を継続。全国ニュースの前に大阪のスタジオからニュースを伝える形式をとった。なお、関西テレビでは「World Uplink おおさか」放送当時は「ウゴウゴルーガ」の放送をまだ開始しておらず、「World Uplink おおさか」終了後に遅れネット（週1回のセレクション放送）が開始されている。
1993年4月1日「FNN おはよう!サンライズ」（6:30-7:30）に全国ニュースが改まる。この番組はローカル差し替え枠が少ないため、これまでの全国・ローカルの混合編成から、7時30分スタートの単独番組「OSAKA発!730（オオサカはつ!　ななさんまる）」へと生まれ変わる。さらに半年後、全国ニュース枠縮小及び「ポンキッキーズ」開始に伴い、午前7時スタートの「さわやか朝一番」となる。「さわやか朝一番」は1993年12月に終了し、翌年1月からはアニメ再放送枠（キテレツ大百科→ちびまる子ちゃん）に変更されたため、関西テレビの早朝の情報ワイド枠は撤退することになる。
1994年4月1日、これまで視聴率が苦戦してきたフジテレビの朝の時間帯は大型情報ワイド番組「めざましテレビ」をスタートさせる。系列局が一体となって制作にあたる番組のため、ローカル差し替えの枠は関西ローカルニュースや天気予報など数分の枠のみとなる。
なお、様々なタイトル変更時間枠変更があった関西テレビの早朝ローカル枠だが、内容は「ザ・モーニング630」以降、大きな内容変更はなく、ローカルニュース、天気予報、交通情報、スポーツニュース、そして生中継コーナーや生活情報などが放送されていた。